# Oľšavce
Oľšavce es un municipio del distrito de Bardejov en la región de Prešov, Eslovaquia, con una población estimada a final del año 2024 de 159 habitantes.
Se encuentra ubicado en el centro-norte de la región, cerca del río Topľa (cuenca hidrográfica del río Tisza) y de la frontera con Polonia.

## Demografía
| Año        | 1994 | 2004    | 2014    | 2024     |
| ---------- | ---- | ------- | ------- | -------- |
| Población  | 171  | 166     | 181     | 159      |
| Diferencia |      | −2,92 % | +9,03 % | −12,15 % |

| Año        | 2023 | 2024    |
| ---------- | ---- | ------- |
| Población  | 158  | 159     |
| Diferencia |      | +0,63 % |